# Rouède
Rouède ist eine französische Gemeinde mit 289 Einwohnern (Stand: 1. Januar 2022) im Département Haute-Garonne in der Region Okzitanien. Sie gehört zum Arrondissement Saint-Gaudens und zum Kanton Bagnères-de-Luchon.
Nachbargemeinden sind Montespan im Norden, Figarol im Nordosten, Montastruc-de-Salies im Südosten, Estadens im Südwesten und Ganties im Westen.

## Bevölkerungsentwicklung
| Jahr                      | 1962 | 1968 | 1975 | 1982 | 1990 | 1999 | 2008 | 2015 |
| ------------------------- | ---- | ---- | ---- | ---- | ---- | ---- | ---- | ---- |
| Einwohner                 | 278  | 267  | 248  | 221  | 227  | 236  | 281  | 289  |
| Quelle: Cassini und INSEE |      |      |      |      |      |      |      |      |